# Macedonio Pinelli

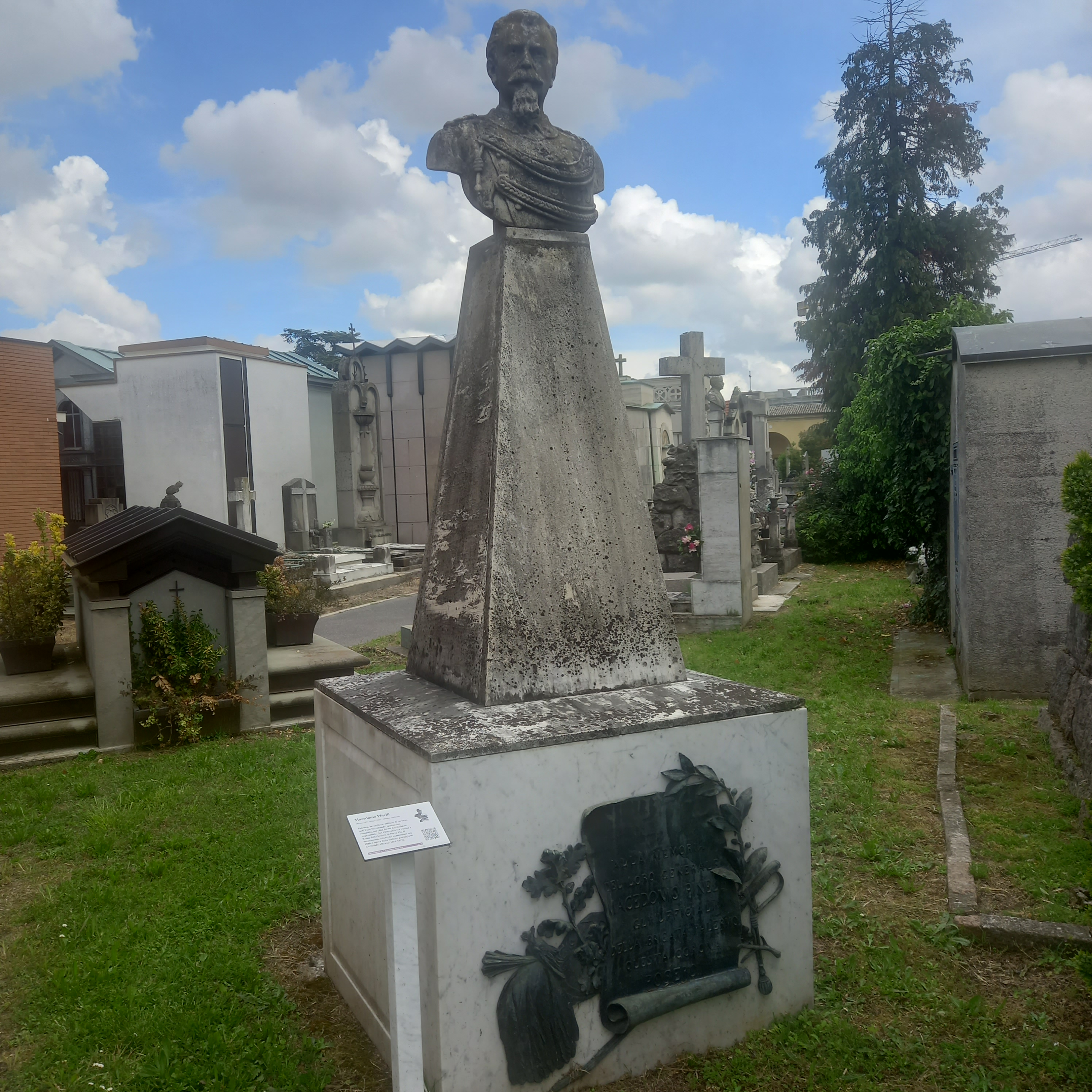
La tomba di Macedonio Pinelli nell Cimitero della Villetta a Parma

Macedonio Pinelli, Cavaliere Ordine Militare d'Italia (Parma, 11 febbraio 1829 – Milano, 8 agosto 1886), è stato un patriota e bersagliere italiano.

## Biografia
Macedonio Pinelli nacque l'11 febbraio 1829 nella capitale ducale, figlio di Evangelista, anch'esso patriota risorgimentale, che affiancherà in giovane età una volta abbandonati gli studi universitari condotti a Parma nell'area fisico-matematica. Il 1848 fu un anno particolarmente intenso per il Pinelli: partecipò ai moti nella sua città contro le truppe austriache e ducali e a Milano, agli ordini di Luciano Manara, guadagnandosi il grado di luogotenente (e in seguito di sergente e sottotenente) e rimanendo ferito a Castelnuovo Veronese. Una volta entrato nel corpo dei Bersaglieri, l'anno successivo prese parte alla campagna nel 3º battaglione e in quella di Crimea nel 5°, meritando una seconda menzione alla battaglia della Cernaia. Al Pinelli venne quindi affidata la campagna contro il brigantaggio in Calabria: vi rimase tre anni, comportandosi valorosamente e prodigandosi con veemenza nella repressione. Nell’agosto 1862 arrestò la marcia di Garibaldi, che venne ferito ad Aspromonte e successivamente scortato sino a Scilla dai bersaglieri. Il 30 Novembre successivo fu, per questo suo intervento, decorato della croce dell’ordine militare di Savoia. Fu presente a Custoza nel 1866 al comando del 15º bersaglieri e nel 1870, fu tra i primi a passare la breccia di Porta Pia e, presa Piazza Colonna, fece scudo del proprio corpo ai rivali zuavi pontifici prigionieri, disarmati, a rischio linciaggio da parte del popolo romano.
Nel 1871 riceve il comando del 10º Bersaglieri; nel 1873 del 49°, ottenendo anche il grado di colonnello. Lasciò il regio corpo dei Bersaglieri alla fine del 1880, dopo più di trent'anni di onorato servizio: il 2 giugno dell’anno successivo è nominato maggior generale, comandante della brigata Palermo.
La nomina a comandante della sesta divisione militare di stanza a Brescia il 2 agosto 1886 lo porta al punto più alto della sua carriera militare: tuttavia, le conseguenze di una malattia venerea (sifilide serpiginosa), e l'onta che ne consegue avevano già lenito gli entusiasmi con cui venne decorato negli anni precedenti (ufficiale dei SS. Maurizio e Lazzaro, dell’ordine militare di Savoia e Commendatore della Corona d’Italia). Considerando impossibile convivere con il disonore di un congedo per simili motivi, Pinelli si recò al Biscione di Milano pochi giorni a seguire, dove, con un colpo di pistola alla tempia destra, pose fine alla sua vita nella notte tra il 7 e l'8 Agosto. Il suicidio destò ampio scalpore.
Le spoglie di Macedonio Pinelli riposano oggi nel Cimitero Monumentale di Parma, dove si trova il cippo funerario col suo busto riprodotto in marmo con la seguente dedica: «ALLA MEMORIA, DEL LORO GENERALE, MACEDONIO PINELLI, GLI UFFICIALI, DELLA BRIGATA PALERMO, QUESTA CORONA POSERO».